# Leonardo Sciascia
Leonardo Sciascia /čti šáša/ (8. ledna 1921 Racalmuto – 20. listopadu 1989 Palermo) byl italský spisovatel, publicista a politik.

## Literární činnost
Debutoval sbírkou satir na fašistický režim Bajky z diktatury, v roce 1955 vydal knihu Farnost Ragalpetra, v níž popsal své zkušenosti učitele na zaostalém sicilském venkově. Byl představitel angažovaného kritického realismu, vynikl jako kritik korupce a byrokracie a v románu Den sovy popsal vliv mafie na sicilskou společnost. Knihu zfilmoval v roce 1968 Damiano Damiani s Francem Nerem v hlavní roli. Věnoval se také historickému žánru (Egyptská rada), ve svých knihách se pokoušel o objasnění případů Alda Mora a Ettoreho Majorany. Divadelní hru Recitazione della controversia liparitana dedicata ad A.D. dedikoval Alexandru Dubčekovi.

## Politická činnost
Pracoval na ministerstvu školství a byl spolupracovníkem deníku Corriere della Sera. V roce 1975 byl zvolen radním města Palerma jako nezávislý na kandidátce Italské komunistické strany. V letech 1979 až 1983 byl zástupcem Radikální strany v Poslanecké sněmovně.

## Zajímavost
Je po něm pojmenován Asteroid (12380) Sciascia.

## Knihy
- Vzácní hosté (1962)
- Den sovy (1964)
- Každému co jeho jest (1968)
- Sicilské variace (1980)
- Zmizení Ettora Majorany (2017)